# Celler cooperatiu de Felanitx
El Celler cooperatiu de Felanitx és una obra única a Mallorca està situat a la localitat de Felanitx. Per la seva tipologia i funcionalitat, va ser el més grans dels cellers de vins mallorquins. Està situat davall el puig de la Mola i s'hi pot accedir des del carrer de Guillem Timoner. És un recinte on és elaborat i sotmès a l'envelliment o maduració del vi i gestionat pel conjunt de socis que formen la cooperativa voluntàriament, implicant un compromís de participació activa.

## Història
Va ser a l'estació enològica, fundada el 1913, on es va gestar la idea de crear un Celler cooperatiu, que fou conegut com el Sindicat. La societat cooperativa fou fundada el 1919 per Bartomeu Vaquer Veny, llavors president de la Cambra Agrícola i Miquel Caldentey Tallades, president de la Caixa Rural de Felanitx. Fou un projecte ambiciós ideat per l'enginyer agrònom Arnest Mestre, director de l'Estació Enològica que projectà la planta i l'alçat de l'edifici. El sindicat o la Bodega Cooperativa va ser edificada entre 1920 i 1922, següent uns plànols modernistes, de l'arquitecte Guillem Forteza Pinya.

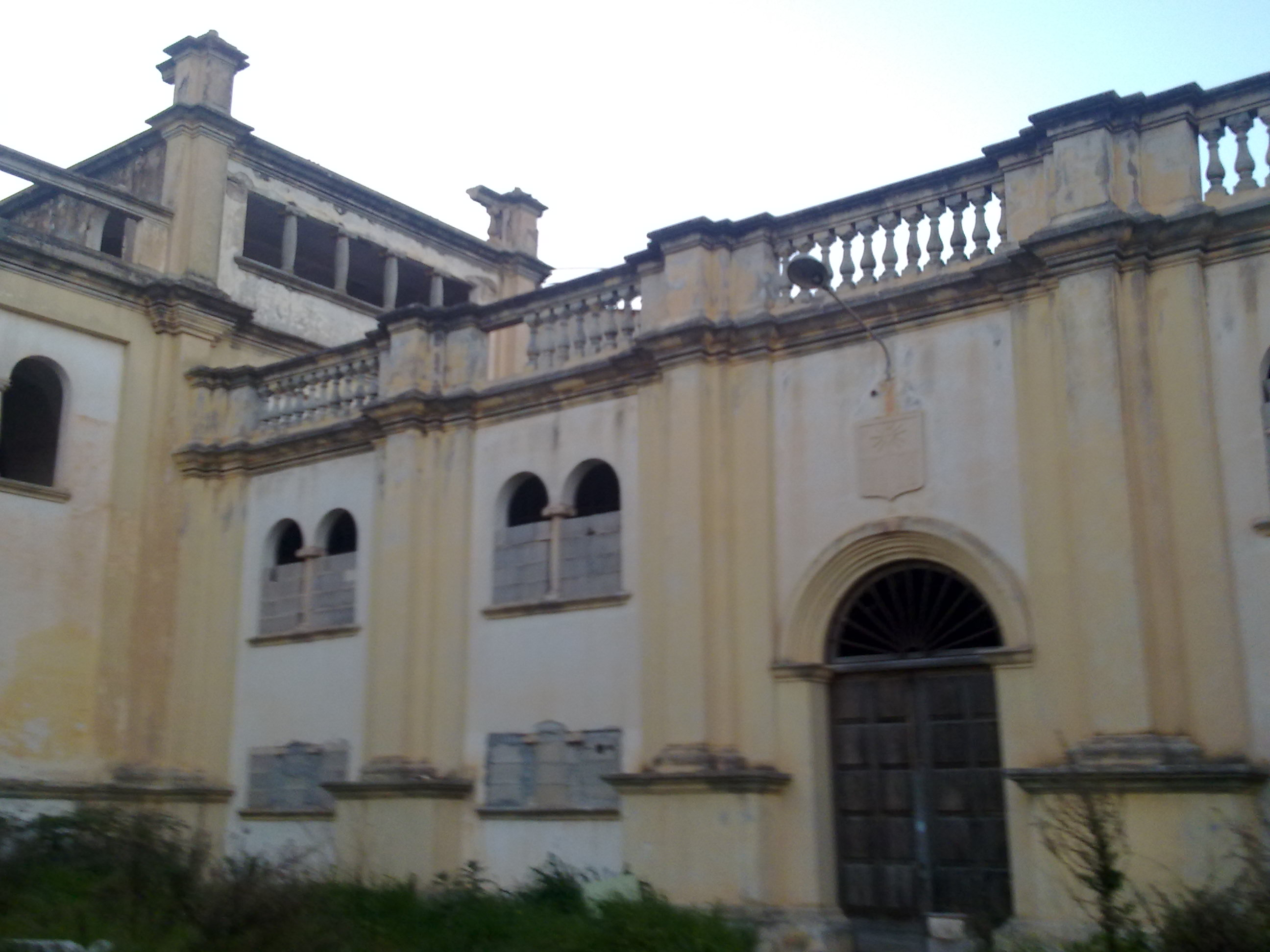
Celler cooperatiu de Felanitx

La Bodega, va fabricar i vendre un producte que fins al 1923 només es comercialitzava en el municipi felanitxer. Però els anys passaren i paral·lelament al nou naixement de les denominacions d'origen la venda es va estendre al llarg de l'illa amb l'objectiu de donar sortida a la collita dels pagesos que no tenien celler propi i havien de malvendre la seva producció.
A partir del 1990, el Celler Cooperatiu va començar a mostrar símptomes evidents de declivi. Una reducció de plantilla i un deute de més de 130 milions de pessetes va rematar el somni industrial del municipi felanitxer. En els primers anys del 1990, va passar a mans de La Caixa, que va administrar els seus deutes fins que finalment va decidir subhastar-lo al gran públic.
El 1992, va passar a mans del bodeguer de Binissalem Pau Ripoll Pol, avançant-se a un grup d'inversors britànics, aquest propietari només va voler mantenir l'esperança de fer renàixer el Sindicat, encara que, finalment, a l'any 2019 seria comprat pel Consell de Mallorca amb la idea de restaurar-lo i formar-hi una fundació dedicada a l'artista felanitxer Miquel Barceló i a les arts plàstiques internacionals.

### Exterior

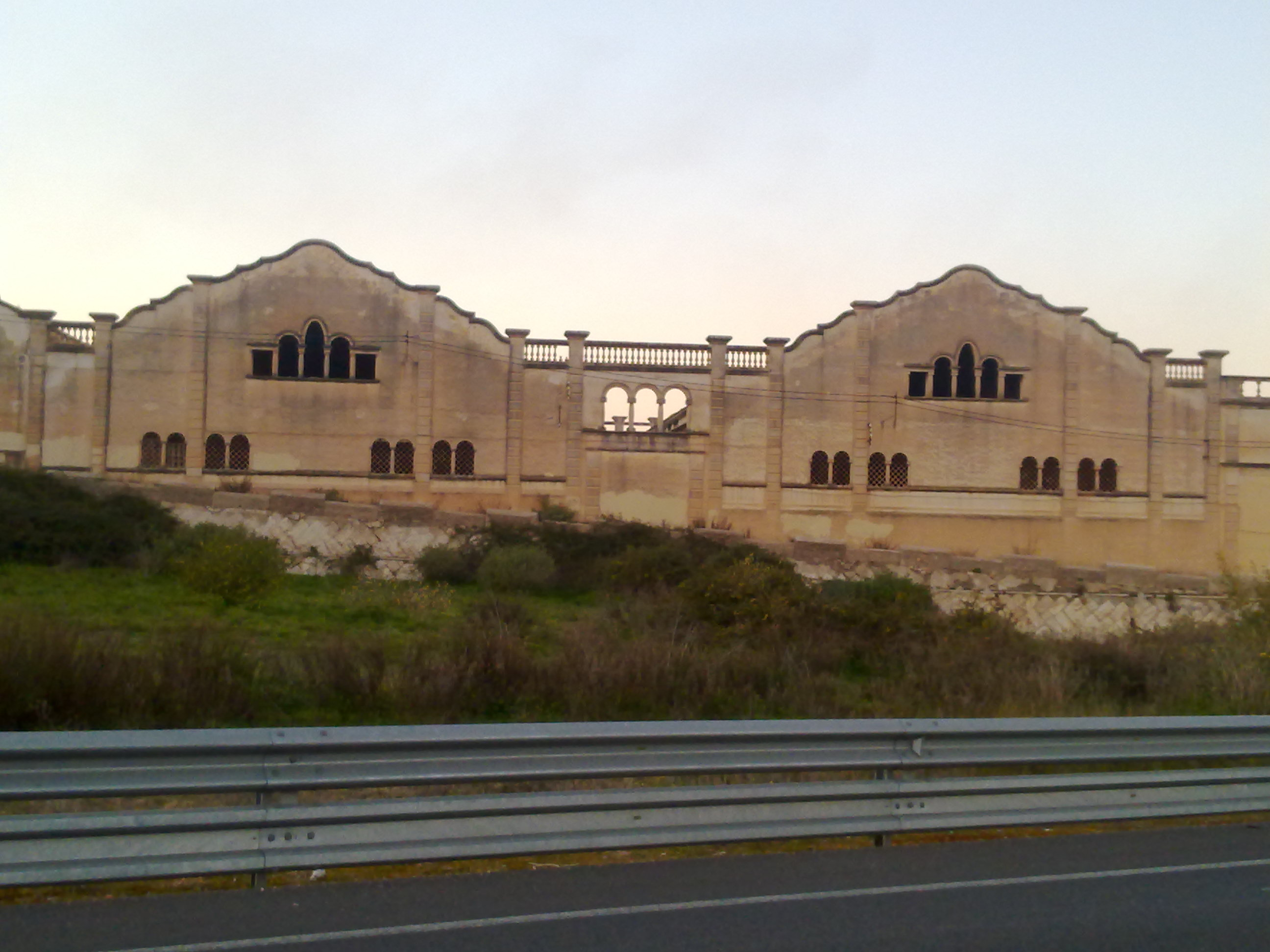
Celler cooperatiu de Felanitx

La façana s'encarregà a l'arquitecte Guillem Forteza Pinya. Les obres començaren l'any 1919 i el 1921 ja estava en funcionament. Per a la construcció s'utilitzaren materials industrials, com el formigó i el ciment, combinats amb pedra per a determinants elements de la façana. Presenta una façana monumental dividida per pilastres entre les quals es disposen finestres coronelles. A la zona central, s'obri un portal de mig punt, rematat per un àtic curvilini amb un medalló central. La façana lateral, està estructurada a partir de capcers mixtilinis coincidents amb els aiguavessos de les naus de l'edifici. També apareixen les finestres coronelles i els pilastres de carreus bocellats que formen faixes verticals.

### Interior
L'espai interior, condicionat per l'ús industrial, s'estructurà a partir de grans arcs diafragma ogivals de formigó que sostenen la coberta amb aiguavessos que es combinen amb altres arcs menors de mig punt i parabòlics que augmenten el dinamisme de l'espai interior. Aquesta solució d'enginyeria tècnica recorda el sistema utilitzat per les esglésies gòtiques catalanes, però aquí té una actitud funcional, cosa que contrasta amb l'estètica neobarroca de la façana.

## Actualment
Des de finals de la dècada de 1990 està tapiat, oblidat i víctima d'accions vandàliques.